# Taça Brasil 1961
Die Taça Brasil (Brasilien-Pokal) war der erste nationale Fußball-Wettbewerb in Brasilien. Die Taça wurde 1961 vom Brasilianischen Sportverband, dem CBD, ausgerichtet. Das erste Spiel des Wettbewerbs war am 9. Juli, das Finalrückspiel fand am 27. Dezember statt. Der Meister der Taça Brasil 1961 qualifizierte sich für die Copa Campeones de América 1962.
Die Sieger der Taça Brasil wurden zeitgenössisch als Campeões, als Meister von Brasilien, angesehen. Die CBF verweigerte aber bis 2010 den Vereinen die offizielle Anerkennung als Brasilianische Meister.

## Saisonverlauf
Der Wettbewerb startete am 20. Juli 1961 in seine Saison und endete am 27. Dezember 1961.
Torschützenkönig wurde mit 9 Treffern Pelé vom Meister FC Santos.
Höchster Sieg
- EC Metropol : Grêmio Porto Alegre: 1:6 (2. August 1961) – 1. Runde
- FC Santos : America FC (RJ): 6:1 (21. November 1961) – Halbfinale Endrunde

## Teilnehmer
In seiner dritten Saison wurde der Wettbewerb wieder um eine Mannschaft aufgestockt. Es nahmen 18 Klubs teil. Der Modus bestand aus einer Art Pokalsystem. Teilnehmer waren die Sieger der Staatsmeisterschaften 1960.

## Modus
Es zählte nach Hin- und Rückspiel nur die Anzahl der Siege, keine weiteren Kriterien. Sollten beide Mannschaften einmal gewonnen haben, wurde ein Entscheidungsspiel ausgetragen. Ergab dieses keinen Sieger, zählte das Torverhältnis. Ergab der Vergleich keinen Sieger wurde die Entscheidung per Münzwurf entschieden.
1. Runde:
In der ersten Runde wurden die Teilnehmer nach ihrer Herkunft in zwei Regionen unterteilt, um die Reisewege und -kosten gering zu halten. In den Gruppen trafen die Mannschaften im Pokalmodus aufeinander. Die Sieger wurden in Hin- und Rückspielen ermittelt. Der Finalsieger jeder Gruppe zog ins Finalrunde ein.
Finalrunde:
Der Austragungsmodus blieb wie in der ersten Runde.

## 1. Runde

### Zone Nord
Die Zone Nord war unterteilt in zwei Gruppen. Die Gruppe Nordost und Nord. Beide Gruppen spielten zunächst ihre beste Mannschaft aus. Die besten beider Gruppen bestritten das Finale der Zone Nord. Der Gewinner zog in die Finalrunde ein.

#### Gruppe Nordost
In der Gruppe Nordost spielten die Staatsmeister der Verbände von:
 Alagoas
- CS Alagoano

 Bahia
- EC Bahia

 Paraíba
- Campinense Clube

 Sergipe
- SC Santa Cruz

Halbfinale Gruppe Nordost
|                  | Gesamt |               | Hinspiel | Rückspiel |
| ---------------- | ------ | ------------- | -------- | --------- |
| EC Bahia         | 5:1    | SC Santa Cruz | 2:0      | 3:1       |
| Campinense Clube | 5:3    | CS Alagoano   | 3:2      | 2:1       |

Finale Gruppe Nordost
|          | Gesamt |                  | Hinspiel | Rückspiel |
| -------- | ------ | ---------------- | -------- | --------- |
| EC Bahia | 4:1    | Campinense Clube | 3:1      | 1:0       |

#### Gruppe Nord
In der Gruppe Nord spielten die Staatsmeister der Verbände von:
 Ceará
- Fortaleza EC

 Maranhão
- Moto Club de São Luís

 Pará
- Clube do Remo

 Rio Grande do Norte
- ABC Natal

Halbfinale Gruppe Nord
|               | Gesamt |                       | Hinspiel | Rückspiel |
| ------------- | ------ | --------------------- | -------- | --------- |
| Fortaleza EC  | 4:2    | ABC Natal             | 3:1      | 1:1       |
| Clube do Remo | 7:3    | Moto Club de São Luís | 4:0      | 3:3       |

Finale Gruppe Nord
|              | Gesamt |               | Hinspiel | Rückspiel |
| ------------ | ------ | ------------- | -------- | --------- |
| Fortaleza EC | 5:1    | Clube do Remo | 2:0      | 3:1       |

Finale Zone Nord
|          | Gesamt |              | Hinspiel | Rückspiel |
| -------- | ------ | ------------ | -------- | --------- |
| EC Bahia | 5:2    | Fortaleza EC | 2:0      | 3:2       |

Turnierplan Zone Nord
|  | Viertelfinale | Viertelfinale | Viertelfinale | Viertelfinale | Viertelfinale |                  |    | Halbfinale | Halbfinale | Halbfinale | Halbfinale | Halbfinale |  |  | Finale | Finale | Finale | Finale | Finale |
|  |               |               |               |               |               |                  |    |            |            |            |            |            |  |  |        |        |        |        |        |
|  | 1             | EC Bahia      | 2             | 3             |               |                  |    |            |            |            |            |            |  |  |        |        |        |        |        |
|  | 8             | EC Santa Cruz | 0             | 1             |               |                  |    |            |            |            |            |            |  |  |        |        |        |        |        |
|  | 8             | EC Santa Cruz | 0             | 1             | 9             | EC Bahia         | 3  | 1          |            |            |            |            |  |  |        |        |        |        |        |
|  |               |               |               |               |               | EC Bahia         | 3  | 1          |            |            |            |            |  |  |        |        |        |        |        |
|  |               | 10            | CS Alagoano   | 0             | 0             |                  |    |            |            |            |            |            |  |  |        |        |        |        |        |
|  | 4             | 10            | CS Alagoano   | 0             | 0             | Campinense Clube | 3  | 2          |            |            |            |            |  |  |        |        |        |        |        |
|  | 4             |               |               |               |               |                  | 3  | 2          |            |            |            |            |  |  |        |        |        |        |        |
|  | 5             | CS Alagoano   | 2             | 1             |               |                  |    |            |            |            |            |            |  |  |        |        |        |        |        |
|  |               |               |               |               |               |                  | 13 | EC Bahia   | 2          | 1          |            |            |  |  |        |        |        |        |        |
|  |               | 14            | Fortaleza EC  | 0             | 2             |                  |    |            |            |            |            |            |  |  |        |        |        |        |        |
|  | 3             | Fortaleza EC  | 3             | 1             |               |                  |    |            |            |            |            |            |  |  |        |        |        |        |        |
|  | 6             | ABC Natal     | 1             | 1             |               |                  |    |            |            |            |            |            |  |  |        |        |        |        |        |
|  | 6             | ABC Natal     | 1             | 1             | 11            | Fortaleza EC     | 2  | 3          |            |            |            |            |  |  |        |        |        |        |        |
|  |               |               |               |               |               | Fortaleza EC     | 2  | 3          |            |            |            |            |  |  |        |        |        |        |        |
|  |               | 12            | Clube do Remo | 0             | 1             |                  |    |            |            |            |            |            |  |  |        |        |        |        |        |
|  | 2             | 12            | Clube do Remo | 0             | 1             | Clube do Remo    | 4  | 3          |            |            |            |            |  |  |        |        |        |        |        |
|  | 2             |               |               |               |               |                  | 4  | 3          |            |            |            |            |  |  |        |        |        |        |        |
|  | 8             | Moto Club     | 0             | 3             |               |                  |    |            |            |            |            |            |  |  |        |        |        |        |        |

### Zone Süd
Die Zone Süd war unterteilt in zwei Gruppen. Die Gruppe Süd und Ost. Beide Gruppen spielten zunächst ihre beste Mannschaft aus. Die besten beider Gruppen bestritten das Finale der Zone Süd. Der Gewinner zog in die Finalrunde ein.

#### Gruppe Süd
In der Gruppe Süd spielten die Staatsmeister der Verbände von:
 Paraná
- Coritiba FC

 Rio Grande do Sul
- Grêmio Porto Alegre

 Santa Catarina
- EC Metropol

 São Paulo
- Palmeiras São Paulo – Nicht als Staatsmeister, sondern Teilnahme als Titelverteidiger. Der Staatsmeister von São Paulo, der FC Santos, trat erst in der Finalrunde in den Wettbewerb an. Das sollte dem Verein Zeit geben um auf lukrativen Tourneen Geld zum Unterhalt der kostspieligen Mannschaft um Pelé einzuspielen.

Halbfinale Gruppe Süd
|                     | Gesamt |             | Hinspiel | Rückspiel |
| ------------------- | ------ | ----------- | -------- | --------- |
| Palmeiras São Paulo | 4:2    | Coritiba FC | 2:0      | 1:3       |
| Grêmio Porto Alegre | 8:4    | EC Metropol | 6:1      | 2:3       |

Palmeiras gewann das Entscheidungsspiel gegen Coritiba mit 4:1. Grêmio gewann das Entscheidungsspiel gegen Metropol mit 3:1.
Finale Gruppe Süd
|                     | Gesamt |                     | Hinspiel | Rückspiel |
| ------------------- | ------ | ------------------- | -------- | --------- |
| Palmeiras São Paulo | 4:1    | Grêmio Porto Alegre | 3:0      | 1:1       |

#### Gruppe Ost
In der Gruppe Ost spielten die Staatsmeister der Verbände von:
 Espírito Santo
- Santo Antônio FC

 Guanabara
- Fonseca AC

 Rio de Janeiro
- America FC (RJ)

 Minas Gerais
- Cruzeiro Belo Horizonte

Halbfinale Gruppe Ost
|                         | Gesamt |                  | Hinspiel | Rückspiel |
| ----------------------- | ------ | ---------------- | -------- | --------- |
| America FC (RJ)         | 3:0    | Fonseca AC       | 0:0      | 3:0       |
| Cruzeiro Belo Horizonte | 5:2    | Santo Antônio FC | 3:1      | 2:1       |

Finale Gruppe Ost
|                 | Gesamt |                         | Hinspiel | Rückspiel |
| --------------- | ------ | ----------------------- | -------- | --------- |
| America FC (RJ) | 3:2    | Cruzeiro Belo Horizonte | 2:1      | 1:1       |

Finale Zone Süd
|                 | Gesamt |                     | Hinspiel | Rückspiel |
| --------------- | ------ | ------------------- | -------- | --------- |
| America FC (RJ) | 3:2    | Palmeiras São Paulo | 1:1      | 2:1       |

Turnierplan Zone Süd
|  | Viertelfinale | Viertelfinale    | Viertelfinale | Viertelfinale | Viertelfinale |                 |              | Halbfinale      | Halbfinale | Halbfinale | Halbfinale | Halbfinale |  |  | Finale | Finale | Finale | Finale | Finale |
|  |               |                  |               |               |               |                 |              |                 |            |            |            |            |  |  |        |        |        |        |        |
|  | 1             | America FC (RJ)  | 0             | 3             |               |                 |              |                 |            |            |            |            |  |  |        |        |        |        |        |
|  | 8             | Fonseca AC       | 0             | 0             |               |                 |              |                 |            |            |            |            |  |  |        |        |        |        |        |
|  | 8             | Fonseca AC       | 0             | 0             | 9             | America FC (RJ) | 2            | 1               |            |            |            |            |  |  |        |        |        |        |        |
|  |               |                  |               |               |               | America FC (RJ) | 2            | 1               |            |            |            |            |  |  |        |        |        |        |        |
|  |               | 10               | Cruzeiro EC   | 1             | 1             |                 |              |                 |            |            |            |            |  |  |        |        |        |        |        |
|  | 4             | 10               | Cruzeiro EC   | 1             | 1             | Cruzeiro EC     | 3            | 2               |            |            |            |            |  |  |        |        |        |        |        |
|  | 4             |                  |               |               |               |                 | 3            | 2               |            |            |            |            |  |  |        |        |        |        |        |
|  | 5             | Santo Antônio FC | 1             | 1             |               |                 |              |                 |            |            |            |            |  |  |        |        |        |        |        |
|  |               |                  |               |               |               |                 | 13           | America FC (RJ) | 1          | 2          |            |            |  |  |        |        |        |        |        |
|  |               | 14               | SE Palmeiras  | 1             | 1             |                 |              |                 |            |            |            |            |  |  |        |        |        |        |        |
|  | 3             | SE Palmeiras     | 2             | 1             | 4             |                 |              |                 |            |            |            |            |  |  |        |        |        |        |        |
|  | 6             | Coritiba FC      | 0             | 3             | 1             |                 |              |                 |            |            |            |            |  |  |        |        |        |        |        |
|  | 6             | Coritiba FC      | 0             | 3             | 1             | 11              | SE Palmeiras | 3               | 1          |            |            |            |  |  |        |        |        |        |        |
|  |               |                  |               |               |               | 11              | SE Palmeiras | 3               | 1          |            |            |            |  |  |        |        |        |        |        |
|  |               | 12               | Grêmio FBPA   | 0             | 1             |                 |              |                 |            |            |            |            |  |  |        |        |        |        |        |
|  | 2             | 12               | Grêmio FBPA   | 0             | 1             | Grêmio FBPA     | 6            | 2               | 3          |            |            |            |  |  |        |        |        |        |        |
|  | 2             |                  |               |               |               |                 | 6            | 2               | 3          |            |            |            |  |  |        |        |        |        |        |
|  | 8             | EC Metropol      | 1             | 3             | 1             |                 |              |                 |            |            |            |            |  |  |        |        |        |        |        |

## Finalrunde
In der Finalrunde traten die Meister aus der São Paulo der FC Santos sowie der Staatsmeisterschaft von Pernambuco der Náutico Capibaribe in den Wettbewerb ein.
|  | Halbfinale | Halbfinale         | Halbfinale | Halbfinale | Halbfinale |  |  | Finale | Finale    | Finale | Finale | Finale |
|  |            |                    |            |            |            |  |  |        |           |        |        |        |
|  |            |                    |            |            |            |  |  |        |           |        |        |        |
|  | 1          | FC Santos          | 6          | 0          | 6          |  |  |        |           |        |        |        |
|  | 2          | America FC (RJ)    | 2          | 1          | 1          |  |  |        |           |        |        |        |
|  |            |                    |            |            |            |  |  | 5      | FC Santos | 1      | 5      |        |
|  |            |                    |            |            |            |  |  | 6      | EC Bahia  | 1      | 1      |        |
|  | 3          | EC Bahia           | 0          | 1          |            |  |  |        |           |        |        |        |
|  | 4          | Náutico Capibaribe | 0          | 0          |            |  |  |        |           |        |        |        |
|  |            |                    |            |            |            |  |  |        |           |        |        |        |

### Hinspiel
| EC Bahia                                                   | EC Bahia | FC Santos | FC Santos |
| ---------------------------------------------------------- | --- | --- | --------- |
| EC Bahia                                                   | \| 22. Dezember 1961 in Estádio Fonte Nova (Salvador (Bahia)) \| \| Ergebnis: 1:1 (0:1) \| \| Zuschauer: 41.893 \| \| Schiedsrichter: Olten Ayres de Abreu \| | \| 22. Dezember 1961 in Estádio Fonte Nova (Salvador (Bahia)) \| \| Ergebnis: 1:1 (0:1) \| \| Zuschauer: 41.893 \| \| Schiedsrichter: Olten Ayres de Abreu \| | FC Santos |
| EC Bahia                                                   | 1:1 Marito (53.) | 1:0 Coutinho (3.) | FC Santos |
| 22. Dezember 1961 in Estádio Fonte Nova (Salvador (Bahia)) | | |           |
| Ergebnis: 1:1 (0:1)                                        | | |           |
| Zuschauer: 41.893                                          | | |           |
| Schiedsrichter: Olten Ayres de Abreu                       | | |           |

### Rückspiel
| FC Santos                                             | FC Santos | EC Bahia | EC Bahia |
| ----------------------------------------------------- | --- | --- | -------- |
| FC Santos                                             | \| 27. Dezember 1961 in Estádio Urbano Caldeira (Santos) \| \| Ergebnis: 5:1 (4:0) \| \| Zuschauer: 18.662 \| \| Schiedsrichter: Baymonilso Lisboa \| | \| 27. Dezember 1961 in Estádio Urbano Caldeira (Santos) \| \| Ergebnis: 5:1 (4:0) \| \| Zuschauer: 18.662 \| \| Schiedsrichter: Baymonilso Lisboa \| | EC Bahia |
| FC Santos                                             | Laércio, Lima, Mauro Ramos (Olavo), Dalmo Gaspar, Calvet, Zito, Dorval Rodrigues, Tite, Coutinho, Pelé, Pepe Cheftrainer: Lula                        | Nadinho, Helio, Henricão, Florisvaldo, Vicente, Pinguela (Antoninho), Nilsinho, Alencar, Didico, Mario, Marito Cheftrainer: Armando Simões            | EC Bahia |
| FC Santos                                             | 1:0 Pelé (24.) 2:0 Pelé (30.) 3:0 Pelé (31.) 4:0 Coutinho (33.) 5:0 Coutinho (60.)                                                                    | 5:1 Florisvaldo (90.) | EC Bahia |
| 27. Dezember 1961 in Estádio Urbano Caldeira (Santos) | | |          |
| Ergebnis: 5:1 (4:0)                                   | | |          |
| Zuschauer: 18.662                                     | | |          |
| Schiedsrichter: Baymonilso Lisboa                     | | |          |

## Abschlusstabelle
Die Tabelle diente lediglich zur Feststellung der Platzierung der einzelnen Mannschaften in der Saison. Sie wurde zeitweise vom Verband auch zur Ermittlung einer ewigen Rangliste herangezogen. Sie setzt sich zusammen aus allen ausgetragenen Spielen. In der Sortierung hat das Erreichen der jeweiligen Finalphase Vorrang vor den erzielten Punkten.
| Pl. | Verein                  | Sp. | S | U | N | Tore    | Diff. | Punkte |
| --- | ----------------------- | --- | - | - | - | ------- | ----- | ------ |
| 1.  | FC Santos               | 5   | 3 | 1 | 1 | 018:600 | +12   | 07     |
| 2.  | EC Bahia                | 10  | 7 | 2 | 1 | 017:900 | +8    | 16     |
| 3.  | America FC (RJ)         | 9   | 4 | 3 | 2 | 013:160 | −3    | 11     |
| 4.  | Náutico Capibaribe      | 2   | 0 | 1 | 1 | 000:100 | −1    | 01     |
| 5.  | Palmeiras São Paulo     | 7   | 3 | 2 | 2 | 013:800 | +5    | 08     |
| 6.  | Fortaleza EC            | 7   | 3 | 1 | 3 | 010:900 | +1    | 07     |
| 7.  | Grêmio Porto Alegre     | 5   | 2 | 1 | 2 | 012:900 | +3    | 05     |
| 8.  | Clube do Remo           | 5   | 2 | 1 | 2 | 009:700 | +2    | 05     |
| 9.  | Cruzeiro Belo Horizonte | 4   | 2 | 1 | 1 | 007:500 | +2    | 05     |
| 10. | Campinense Clube        | 2   | 2 | 0 | 0 | 005:300 | +2    | 04     |
| 11. | Coritiba FC             | 3   | 1 | 0 | 2 | 004:700 | −3    | 02     |
| 12. | EC Metropol             | 3   | 1 | 0 | 2 | 005:110 | −6    | 02     |
| 13. | ABC Natal               | 2   | 0 | 1 | 1 | 002:400 | −2    | 01     |
| 14. | Fonseca AC              | 2   | 0 | 1 | 1 | 000:300 | −3    | 01     |
| 15. | Moto Club de São Luís   | 2   | 0 | 1 | 1 | 003:700 | −4    | 01     |
| 16. | CS Alagoano             | 2   | 0 | 0 | 2 | 003:500 | −2    | 0      |
| 17. | Santo Antônio FC        | 2   | 0 | 0 | 2 | 002:500 | −3    | 0      |
| 18. | SC Santa Cruz           | 2   | 0 | 0 | 2 | 001:500 | −4    | 0      |